# John Murtha
John Patrick Murtha, Jr., född 17 juni 1932 i New Martinsville, West Virginia, död 8 februari 2010 i Arlington, Virginia, var en amerikansk demokratisk politiker. Han representerade delstaten Pennsylvanias 12:e distrikt i USA:s representanthus sedan februari 1974. Han var känd för sitt krav att dra tillbaka USA:s trupper från Irak.
Murtha tjänstgjorde i USA:s marinkår och avlade sin examen i nationalekonomi vid University of Pittsburgh. Han gifte sig 10 juni 1955. John och Joyce Murtha hade tre barn.
Murtha tjänstgjorde som officer i Vietnamkriget. Han var ledamot av Pennsylvania House of Representatives, underhuset i delstatens lagstiftande församling, 1968-1974. Han blev invald i USA:s representanthus i ett fyllnadsval i februari 1974, och blev den förste Vietnamveteranen som invaldes i USA:s kongress.
Murtha var känd som en moderat demokrat. Han förespråkade stamcellsforskning, men var abortmotståndare. Han stod fackföreningsrörelsen mycket nära och var emot frihandel. Han förespråkade rätten att bära vapen på ett sätt som få andra demokrater. Han röstade först för Irakkriget, men blev sedan en av krigets synligaste kritiker. Han ville dra tillbaka trupperna från Irak vid den tidpunkt som var den tidigaste möjliga att förverkliga i praktiken. Murtha avled den 8 februari 2010. 
Murtha var katolik.